# Nowomoskiewski okręg administracyjny Moskwy
Nowomoskiewski okręg administracyjny Moskwy (ros. Новомоско́вский администрати́вный о́круг, НАО) – jeden z 12 okręgów administracyjnych Moskwy. Został utworzony 1 lipca 2012 w rezultacie realizacji projektu rozszerzenia terytorium miasta. Obok Troickiego jeden z dwóch (bliższy, przyległy do zasadniczego terytorium Moskwy) nowych okręgów administracyjnych tzw. „Nowej Moskwy”.

## Historia
Osobny artykuł: Rozszerzenie terytorialne Moskwy (2011-2012)

## Ludność
| 2013    | 2014    | 2015    | 2016    | 2021    |
| 157 546 | 165 981 | 183 591 | 200 123 | 275 508 |

## Skład okręgu administracyjnego

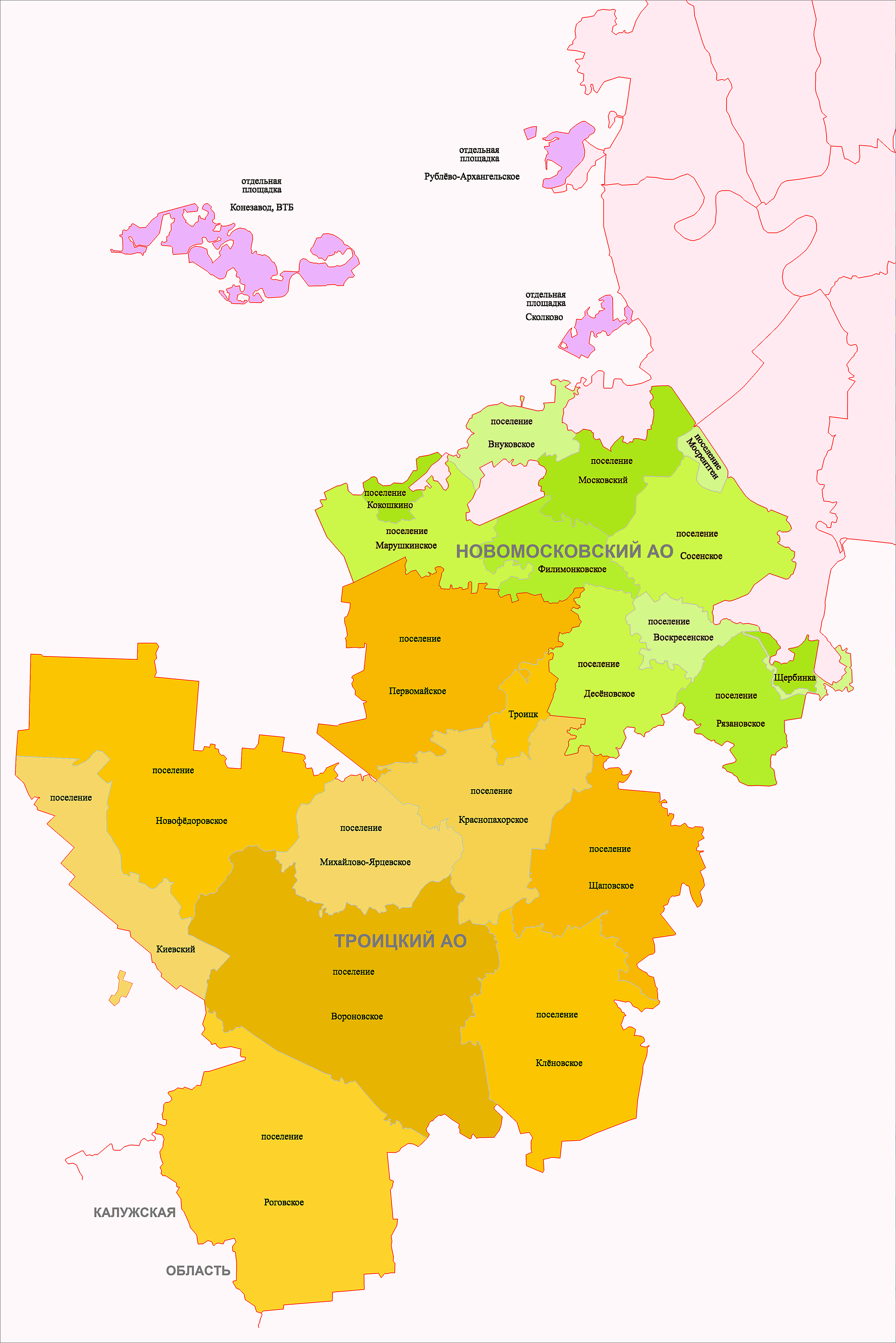

Do Nowomoskiewskiego okręgu administracyjnego zgodnie z rozporządzeniem mera Moskwy weszły następujące osiedla:
- Wnukowskoje
- Woskriesienskoje
- Diesionowskoje
- Kokoszkino
- Maruszkinskoje
- Moskowskij
- Mosrentten
- Riazanowskoje
- Sosienskoje
- Filimonkowskoje
- Szczerbinka

Centrum stanowi miasto Szczerbinka.

## Administracja
Na okres przejściowy została utworzona dla Nowomoskiewskiego okręgu administracyjnego prefektura wspólna z Troickim, którą do 8 listopada kierował były prefekt Południowo-zachodniego okręgu administracyjnego Aleksiej Czełyszew.
Na zastępców prefekta w maju 2012 wyznaczono Aleksandra Fomiszenkę, Dmitrija Nabokina i Ludmiłę Koncewą, wcześniej pracujących w okręgu Południowo-zachodnim.
8 listopada nowym prefektem okręgu Troickiego został Dmitrtij Władimirowicz Nabokin.

## Transport
Komunikację nowemu okręgowi zapewniają już istniejące i nowe linie naziemnego transportu miejskiego, wykorzystanie elektrowozów na czynnych liniach kolejowych w kierunku Kijowa, planowana linia do Kommunarki i inne nowe odcinki metra moskiewskiego. Na obszarze okręgu znajdują się stacje elektrowozów: Miczuriniec, Wnukowo, Port lotniczy Wnukowo, Tołstopalcewo, Kokoszkino, Kriokszyno w kierunku na Kijów oraz Szczerbinka w kierunku na Kursk. W elektrowozach w dalszym ciągu obowiązuje taryfa podmiejska.
Na obszarze okręgu wszystkie obwodowe linie GUP „Mostransawto” obwodu moskiewskiego i prywatnych przewoźników zostały zachowane, a ich numerację zmieniono z rejonowej na moskiewską (w niektórych przypadkach dodano dwie cyfry 10 na początku, w niektórych zmieniono także dwie główne cyfry). Część z nich pozostała prowadzona przez GUP „Mostransawto” i przewoźników prywatnych. Część linii, które stały się wewnątrzmiejskimi, przekazano GUP Moskwy „Mosgortrans bez zmiany numeracji. Wprowadzono kilka nowych tras, które początkowo obsługiwali prywatni przewoźnicy OOO „GEPART" i OOO „Betta-Awtotrans”, a wkrótce przeszły do GUP „Mosgortrans”. Od sierpnia 2013 na liniach GUP „Mosgortrans” taryfa strefowa według odległości została zniesiona i (w odróżnieniu od Troickiego okręgu administracyjnego nowej Moskwy) okręg nowomoskiewski wszedł do strefy A (razem z głównym terytorium Moskwy, rejonami Zielenograd i Koniezawod, z moskiewskimi cenami biletów i obowiązującymi biletami Moskwy „Jedinyj” (od jednego przejazdu za 30 rubli do sześćdziesięciu za 20) i kupowanymi u kierowcy biletami koloru szmaragdowego TAT (25 rubli za 1 przejazd) i karnetami (na 4 i 40 przejazdów).
W styczniu i lutym 2016 w okręgu otwarto pierwsze stacje metra Rumiancewo i Sałarjewo linii Sokolniczeskiej.